# Eleccions generals de l'Uruguai de 1930
Les eleccions generals de l'Uruguai de 1930 es van celebrar el darrer diumenge de novembre del 1930, en una primera i única volta, amb la intenció d'escollir un nou president de la República Oriental de l'Uruguai, càrrec que, fins a la data, ocupava el centredretà Juan Campisteguy Oxcoby, en guanyar les eleccions del 1926. Simultàniament es van escollir els dinou governs departamentals.
D'acord amb la Constitució del 1918, es van votar els càrrecs de president i d'un terç del Consell Nacional d'Administració. Va triomfar novament el Partit Colorado amb la candidatura del militar Gabriel Terra Leivas, que va assumir l'1 de març de 1931. Juntament amb l'elecció del cap d'Estat, també es van votar els càrrecs de part del Poder Legislatiu.

## Candidats

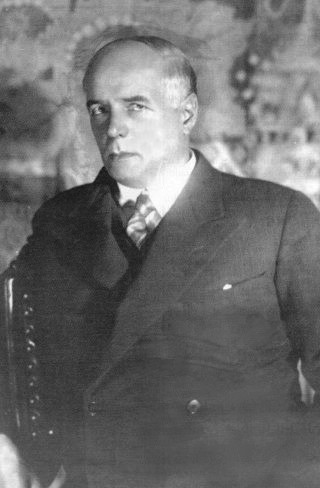
El militar Gabriel Terra Leivas fou elegit president.

Els candidats presidencials d'aquest any van ser:
- Pel PC: Gabriel Terra Leivas (guanyador); Federico Fleurquin; i Pedro Manini Ríos.
- Pel PN: Luis Alberto de Herrera - Eduardo Lamas.
- Pel PCU: només candidats al parlament.